# Yuke Yuke Monkey Dance

Coperta Yuke Yuke Monkey Dance

"Yuke Yuke Monkey Dance" (行け 行け モンキーダンス - Hai hai maimuță, dansează) este al 17-lea single al trupei Berryz Kobo. A fost lansat pe 9 iulie 2008, iar DVD-ul Single V pe 23 iulie 2008.

## Track List

### CD
1. Yuke Yuke Monkey Dance (行け 行け モンキーダンス)
2. Maji Good Chance Summer (マジ グッドチャンス サマー - Serios, șansă bună de vară) 
3. Yuke Yuke Monkey Dance (Instrumental) 

### Ediția limitată
Yuke Yuke Monkey Dance (Close-Up Ver.) 

### Single V
1. Yuke Yuke Monkey Dance 
2. Yuke Yuke Monkey Dance (Dance Shot Ver.) 
3. Making Eizou (メイキング映像) - Making Of 

### Event V
1. Yuke Yuke Monkey Dance (Monkey Ver.) 
2. Yuke Yuke Monkey Dance (Shimizu Saki Ver.) 
3. Yuke Yuke Monkey Dance (Tsugunaga Momoko Ver.) 
4. Yuke Yuke Monkey Dance (Tokunaga Chinami Ver.) 
5. Yuke Yuke Monkey Dance (Sudou Maasa Ver.) 
6. Yuke Yuke Monkey Dance (Natsuyaki Miyabi Ver.) 
7. Yuke Yuke Monkey Dance (Kumai Yurina Ver.) 
8. Yuke Yuke Monkey Dance (Sugaya Risako Ver.)

## Credite
1. Yuke Yuke Monkey Dance (行け 行け モンキーダンス) 
- Versuri și compoziție: Tsunku (つんく)
- Aranjare: Hirata Shouichirou (平田祥一郎)

2. Maji Good Chance Summer (マジ グッドチャンス サマー) 
- Versuri și compoziție: Tsunku (つんく)
- Aranjare: Hirata Shouichirou (平田祥一郎)

## Prestații TV
- 06.07.2008 - Haromoni@
- 17.07.2008 - MUSIC JAPAN